# Adriana De Roberto
Adriana De Roberto (Palestrina, 28 dicembre 1908 – Palestrina, 30 dicembre 1996) è stata un'attrice e doppiatrice italiana.

## Biografia
Attrice di teatro, Adriana (detta "Dana") è stata attrice giovane nel 1943 e 1944 nella compagnia di Sergio Tofano e nei tre anni successivi presso varie compagnie romane, generalmente in ruoli brillanti.
Si dedica anche al doppiaggio dalla fine degli anni quaranta, dapprima per la cooperativa CDC, passando poi alla ODI ed infine alla SAS, società di cui fu socia fondatrice.
Come attrice televisiva ha fatto parte nel 1962 del cast dello sceneggiato televisivo Una tragedia americana.
È morta a Palestrina il 30 dicembre 1996, due giorni dopo il suo 88º compleanno.

## Filmografia
- Felicità perduta, regia di Filippo Walter Ratti (1946)
- Malia, regia di Giuseppe Amato (1946)
- Fumeria d'oppio, regia di Raffaello Matarazzo (1947)
- Daniele Cortis, regia di Mario Soldati (1947)
- Una tragedia americana, regia di Anton Giulio Majano (1962) - sceneggiato televisivo
- Bolidi sull'asfalto a tutta birra!, regia di Bruno Corbucci (1970)
- Amore Formula 2, regia di Mario Amendola (1970)

## Doppiaggio

### Cinema
- Louise Coldren in Un tranquillo weekend di paura
- Marina Berti in Un angelo per Satana
- Elizabeth Taylor in Chi ha paura di Virginia Woolf?, La scogliera dei desideri
- Betty Garrett in Un giorno a New York, La figlia di Nettuno
- Marilyn Eastman in La notte dei morti viventi
- Osa Massen in RX-M Destinazione Luna
- Margia Dean in L'astronave atomica del dottor Quatermass
- Sophia Loren in La domenica della buona gente
- Valerie French in I 27 giorni del pianeta Sigma
- Yvonne Sanson in Il prigioniero della montagna[1]
- Rita Hayworth in Il circo e la sua grande avventura
- Moira Shearer in L'occhio che uccide
- Jacqueline Pierreux in I tre volti della paura
- Lilia Skala in I due mondi di Charly
- Lyne Chardonnet in Nemici... per la pelle
- Shelley Winters in Cleopatra Jones: licenza di uccidere
- Janette Scott ne L'invasione dei mostri verdi
- Barbara Steele in Lo spettro
- Daliah Lavi in La frusta e il corpo
- Patricia Medina in I tre moschettieri
- Randy Stuart in Amore sotto i tetti
- Estelle Parsons in Gangster Story
- Tamara Lees in Quel bandito sono io
- Yvette Lebon in Il cavaliere di Maison Rouge

## Varietà teatrale
- W e abbasso! di Biancoli e Morbelli, regia di Oreste Biancoli, prima al Teatro Valle di Roma il 27 luglio 1944.

## Prosa teatrale
- La prigioniera, prima al Teatro Quirino di Roma il 30 agosto 1944.

## Prosa radiofonica Rai
- Il trapano di Gino Pugnetti, regia di Guglielmo Morandi, trasmessa l'8 ottobre 1958.

## Varietà radiofonici Rai
- Hollywoodiana, varietà radiofonico di D'Ottavi e Lionello, regia di Riccardo Mantoni (1967)